# استونسویل (مریلند)
استونسویل (به انگلیسی: Stevensville) شهری در ایالت مریلند کشور ایالات متحده آمریکا است که جمعیت آن در سرشماری سال ۲۰۱۰ میلادی، ۶٬۸۰۳ نفر بوده‌است.